# Heliura cadroe
Heliura cadroe är en fjärilsart som beskrevs av William Schaus 1924. Heliura cadroe ingår i släktet Heliura och familjen björnspinnare. Inga underarter finns listade i Catalogue of Life.